# Hijo del río
 Hijo del río es una película de Argentina filmada en colores dirigida por Ciro Cappellari sobre su propio guion escrito en colaboración con Jorge Luis Ubertalli que se estrenó el 30 de marzo de 1995 y que tuvo como actores principales a Norman Briski, Luisa Calcumil, Lorena Andrea Medina y Oscar Sepúlveda. En 1991 había sido presentada en el Festival Internacional de San Sebastián y en la televisión alemana. Tuvo el título alternativo de Sohn des flusses.

## Sinopsis
Un joven aborigen del norte argentino debe dejar su tierra presionado y termina en una villa de emergencia de Buenos Aires unido a una banda de ladrones que roba protegida por policías corruptos.

## Reparto
- Juan Ramón López
- Gabriel Mario Tureo
- Norman Briski
- Luisa Calcumil
- Lorena Andrea Medina
- Oscar Sepúlveda
- Mosquito Sancinetto
- Walter Eduardo Fernández
- Rubén Arrieta
- Maximiliano Román
- Sergio Molinillo
- Matías García Calcumil
- Silvia Gallegos
- Juan Lescano
- Rafael Nofal
- Juan Antonio Tribulo
- Sergio Lerer
- Murga Compadritos de Barracas
- Néstor Juan Gea …Gendarme
- Grupo de teatro vocacional Villa 21

## Comentarios
Claudio D. Minghetti  Página 12 escribió:

«El film de Cappellari ostenta una virtud poco frecuente en el cine local: narra evitando caer en lugares comunes.» 

Adolfo C. Martínez en La Nación opinó:

«Calidez y alegría, drama y romanticismo, vigor testimonial y fascinación constante. Todo entretejido sin estridencias, sin grandes alardes técnicos.» 

Ricardo García Oliveri en Clarín dijo:

«Es una obra necesaria, útil, que se entronca con la mejor –no la más transitada-tradición.» 

Manrupe y Portela escriben:

«Tardía exhibición comercial para esta producción atípica y valiosa sobre la transculturización y la marginalidad.» 

## Premios y nominaciones
Asociación de Cronistas Cinematográficos de la Argentina Premio Cóndor de Plata, 1996
- Nominada al Premio Mejor Ópera Prima
- Lorena Andrea Medina nominada al Premio Mejor Revelación Femenina